# Erwin Blum
Erwin Josef Blum ist ein deutscher Volkswirt.

## Werdegang
Blum schloss sein Studium als Diplom-Volkswirt ab und promovierte im Jahr 1974 an der Technischen Universität München. Von 1999 bis 2011 war er Präsident der Fachhochschule Landshut.
Er ist heute als Steuerberater tätig.

## Ehrungen
- 2014: Verdienstkreuz am Bande der Bundesrepublik Deutschland für die landesweite und internationale Stärkung der Hochschule und sein besonderes hochschulpolitisches Engagement.[1]

## Schriften
- Zur Problematik der Besteuerung aus der Sicht privater Haushalte unter besonderer Berücksichtigung der Arbeitnehmerhaushalte. Ansätze zur Entwicklung einer 'Hauswirtschaftlichen Steuerlehre'. München, Techn. Univ., Fak. f. Landwirtschaft u. Gartenbau, Diss. 1974.
- Zur  Entwicklung  einer hauswirtschaftlichen Steuerlehre. In: Hauswirtschaft und Wissenschaft. 23 (1975), S.  205–214.
- Neuer integrierter Studiengang European Business Studies an der Fachhochschule Landshut. In: Beiträge zur Hochschulforschung 1996. 3 (1996), IHF, S. 223–239. (pdf)
- Hochschule Landshut – mehr als Bildung. In: Martin Brunner (Red.): Wirtschaftsregion Niederbayern. Oldenburg (Oldb), 2010 [3., völlig neue Ausg.], S. 136–140. ISBN 978-3-883-63320-6